# Theodor Schober (Pfarrer)
Theodor Schober (* 10. August 1918 in Zirndorf bei Nürnberg; † 26. Juli 2010 in Loßburg bei Freudenstadt) war ein deutscher evangelisch-lutherischer Pfarrer und Präsident des Diakonischen Werkes der Evangelischen Kirche in Deutschland (EKD).

## Leben und Wirken
Theodor Schober wurde als Pfarrerssohn geboren. Er leistete Kriegsdienst und kam in Kriegsgefangenschaft. Schober studierte in Tübingen und Erlangen, wo er auch 1948 über Die altreformierte Lehre vom Gesetz promovierte. Sein Vikariat leistete er in Erlangen ab und war dort auch Pfarrer.
1955 wurde er Rektor des Diakoniewerkes Neuendettelsau, 1963 Präsident des Diakonischen Werkes in Stuttgart. Er übte dieses Amt bis 1984 aus. Von 1980 bis 1981 war er zudem Präsident der Deutschen Krankenhausgesellschaft (DKG).
1979 bis 1988 war er Präsident des Internationalen Verbandes für Innere Mission und Diakonie. Ab 1984 betreute er als „Beauftragter der EKD für die Seelsorge deutscher Kriegsverurteilter in ausländischem Gewahrsam“ inhaftierte nationalsozialistische Kriegsverbrecher. Er war auch Vorsitzender des Verbandes der deutschen Evangelischen Bahnhofsmission.
Theodor Schober war ein bedeutender evangelischer Sozialpolitiker und als solcher ein Kritiker des überbordenden Sozialstaats. Unter ihm wurde die evangelische Diakonie zum Arbeitgeber für 270.000 Mitarbeiter. Er pflegte Kontakte zur katholischen Caritas und zum Bund der Evangelischen Kirchen in der DDR. Seit den 1960er Jahren setzte er sich für die Integration ausländischer Arbeitnehmer ein.

## Ehrungen
1969 wurde er Ehrendoktor der Universität Seoul, 1980 verlieh ihm das Land Baden-Württemberg den Professorentitel, 1983 erhielt er das Große Bundesverdienstkreuz sowie 1990 das Große Bundesverdienstkreuz mit Stern.

## Familie
Schober hinterließ seine Frau Eva-Maria und vier Kinder.

## Schriften (Auswahl)
- Die Lehre vom Gesetz nach den Zeugnissen reformierter Theologen und Bekenntnisse des 16., 17. und 18. Jh. im Vergleich mit Luthers Lehre vom Gesetz. Vandenhoeck & Ruprecht, Göttingen 1952.
- Wilhelm Löhe. Ein Zeuge lebendiger lutherischer Kirche. Brunnen-Verlag, Giessen 1959.
- Die heutige Berechtigung der Lebens- und Dienstformen in der Mutterhausdiakonie. Verlag der Diakonissenanstalt, Neuendettelsau 1959.
- Berufung und Gelübde. Versuch einer Klärung von zwei theologischen Begriffen, ohne die man auch die Mutterhausdiakonie nicht richtig verstehen wird. Verlag der Diakonissenanstalt, Neuendettelsau 1960.
- Schatzhäuser der Kirche. Der Diakonissendienst in der Gestaltung durch die Lutheraner Wilhelm Löhe, Hermann Bezzel und Hans Lauerer. Verlag der Diakonissenanstalt, Neuendettelsau 1961.
- Hermann Bezzel. Ein lutherischer Diakon und Bischof. Brunnen-Verlag, Giessen 1961.
- mit Arvo Laajarinne: Die diakonische Gemeinde. Am Beispiel Finnlands. Verlag der Diakonissenanstalt, Neuendettelsau 1963.
- Gottesdienst und Diakonie. Calwer Verlag, Stuttgart 1965.
- Unterwegs zu einer besseren Gerechtigkeit. Ermutigung zu kleinen Schritten im sozialen Rechtsstaat. Calwer Verlag, Stuttgart 1969.
- Diakonie als handelnde Kirche. Aufsätze zu Aufgabe und Möglichkeiten des diakonischen Wirkens der Kirche heute. Eckart-Verlag, Bielefeld/Frankfurt a. M.1976.
- hrsg. mit Hans Timme: Gemeinde in diakonischer und missionarischer Verantwortung. Auftrag – Anspruch – Wirklichkeit. Heinrich-Hermann Ulrich zum 65. Geburtstag gewidmet. Quell-Verlag, Stuttgart 1979.
- Gottes Gebot und die Antwort der Liebe. Gedanken und Erfahrungen zu einem diakonischen Katechismus. Verlagswerk der Diakonie, Stuttgart 1984.
- Jahre der Reife. Haenssler, Neuhausen-Stuttgart 1991.